# Bilderbergconferentie 1961
De Bilderbergconferentie van 1961 vond plaats van 21 t/m 23 april 1961 in het Canadese Manoir St. Castin, in Lac-Beauport (Quebec). Vermeld zijn de officiële agenda indien bekend, alsmede namen van deelnemers indien bekend. Achter de naam van de opgenomen deelnemers staat de hoofdfunctie die ze op het moment van uitnodiging uitoefenden.

## Agenda
- What initiatives are required to bring about a new sense of leadership and direction within the Western community? (Welke initiatieven zijn nodig om een nieuwe aard van leiderschap en richting teweeg te brengen binnen de Westerse gemeenschap?)
  - The role of N.A.T.O. in the world policy of the member countries; (De rol van de NAVO in het wereldbeleid van de lidstaten)
  - The role and control of nuclear weapons within N.A.T.O. (De rol van en controle over nucleaire wapens binnen de NAVO)
- The implications for Western unity of changes in the relative economic strength of the United States and Western Europe. (De gevolgen voor de Westerse eenheid van veranderingen in de relatieve economische kracht van de Verenigde Staten en West-Europa)

## Deelnemers
- Nederland - Prins Bernhard, prins-gemaal, Nederland, voorzitter
- Nederland - Ernst van der Beugel, Nederlands emeritus hoogleraar Internationale Betrekkingen RU Leiden
- Nederland - Pieter Blaisse, Nederlands hoogleraar internationaal recht, TU Delft
- Nederland - Paul Rijkens, president Unilever

1954 ·
1955 (1) ·
1955 (2) ·
1956 ·
1957 (1) ·
1957 (2) ·
1958 ·
1959 ·
1960 ·
1961 ·
1962 ·
1963 ·
1964 ·
1965 ·
1966 ·
1967 ·
1968 ·
1969 ·
1970 ·
1971 ·
1972 ·
1973 ·
1974 ·
1975 ·
(1976) ·
1977 ·
1978 ·
1979 ·
1980 ·
1981 ·
1982 ·
1983 ·
1984 ·
1985 ·
1986 ·
1987 ·
1988 ·
1989 ·
1990 ·
1991 ·
1992 ·
1993 ·
1994 ·
1995 ·
1996 ·
1997 ·
1998 ·
1999 ·
2000 ·
2001 ·
2002 ·
2003 ·
2004 ·
2005 ·
2006 ·
2007 ·
2008 ·
2009 ·
2010 ·
2011 ·
2012 ·
2013 ·
2014 ·
2015 ·
2016 ·
2017 ·
2018 ·
2019 ·
2020 ·
2021 ·
2022 ·
2023